# Елрој (Висконсин)
Елрој (енгл. Elroy) град је у америчкој савезној држави Висконсин.

## Демографија
По попису из 2010. године број становника је 1.442, што је 136 (-8,6%) становника мање него 2000. године.
| Група             | 2000.         | 2010.         |
| Белци             | 1.542 (97,7%) | 1.381 (95,8%) |
| Афроамериканци    | 5 (0,3%)      | 5 (0,3%)      |
| Азијати           | 2 (0,1%)      | 3 (0,2%)      |
| Хиспаноамериканци | 20 (1,3%)     | 32 (2,2%)     |
| Укупно            | 1.578         | 1.442         |